# Adigrat
Adigrat è una città dell'Etiopia capoluogo della provincia dell'Agamé, nella regione di Tigrè. Conta poco meno di 60.000 abitanti ed è posta sull'altopiano a 2.473 m s.l.m., circa 80 km a nord di Mekele non lontana dal confine con l'Eritrea.
È sede dell'eparchia di Adigrat.

## Geografia
Il nome Adigrat significa "Paese dei campi" in lingua tigrina (una lingua semitica parlata in Etiopia ed Eritrea strettamente legata al più diffuso amarico) poiché essa giace in mezzo ad una fertile conca tutta circondata da alte Ambe.

## Storia
Il suo nome è noto in Italia per le vicende delle guerre coloniali. Nella guerra di Abissinia fu occupata nel marzo fu presa dal generale Baratieri. Rimasta isolata dopo la battaglia di Adua, il maggiore Prestinari con circa 2.000 uomini, tra metropolitani e coloniali sostenne nel suo forte per due mesi l'assedio degli Abissini, di Ras Mangascià nonostante una grave epidemia di tifo. La successiva liberazione ad opera del generale Baldissera segnò una svolta nella guerra e portò alla conferma della colonia dell'Eritrea, anche se la località venne abbandonata ed il confine arretrato.

## Monumenti e luoghi d'interesse
Ad Adigrat si trova la cattedrale del Salvatore, vi si trovano anche i resti di due castelli risalenti all'era dei principi (Zemene Mesafint).

## Cultura
Nel 2011 vi è stata fondata l'Università di Adigrat.